# Allerona Scalo
Allerona Scalo is een plaats (frazione) in de Italiaanse gemeente Allerona.